# Bockscar
Le Bockscar, parfois appelé Bock's Car, est un Boeing B-29 Superfortress des United States Army Air Forces qui largue la bombe nucléaire Fat Man sur la ville japonaise de Nagasaki, pendant la Seconde Guerre mondiale, dans le cadre de la deuxième et dernière attaque nucléaire de l'histoire. Le Bockscar est l'un des quinze B-29 Silverplate utilisés par le 509th Composite Group. Il est construit à l'usine de Glenn L. Martin à Bellevue, dans le Nebraska, où se trouve aujourd'hui l'Offutt Air Force Base ; il est livré aux USAAF le 19 mars 1945. Au mois d'avril, il est assigné au 393d Bombardment Squadron du 509th Composite Group de la base aérienne Wendover, dans l'Utah.
Le Bockscar est utilisé dans treize missions d'entraînement, depuis la base de Tinian, et effectue trois missions de combat au cours desquelles il largue des bombes sur des sites industriels du Japon. Le 9 août 1945, le Bockscar, piloté par le major Charles Sweeney, commandant du 393d Bombardment Squadron, largue la bombe nucléaire Fat Man d'une puissance de 21 kilotonnes sur la ville de Nagasaki. La ville est détruite à environ 44 %, 35 000 personnes sont tuées et 60 000 sont blessées.
Après la guerre, le Bockscar retourne aux États-Unis en novembre 1945. En septembre 1946, il est donné au National Museum of the United States Air Force, situé sur la base de Wright-Patterson dans l'Ohio. Cet appareil vole vers le musée le 26 septembre 1961 et ses marquages d'origine sont restaurés, dont le nose art, qui a été ajouté après la mission. Le Bockscar est aujourd'hui en exposition permanente au National Museum of the United States Air Force à Dayton, dans l'Ohio, à côté d'une réplique de la bombe Fat Man.

## Historique
Le Bockscar, le B-29-36-MO serial 44-27297, est l'un des 15 B-29 Silverplate utilisés par le 393d Bombardment Squadron du 509th Composite Group. L'appareil est construit à l'usine Glenn L. Martin à Bellevue, dans le Nebraska où se trouve aujourd'hui l'Offutt Air Force Base, en tant qu'avion Block 35. C'est l'un des dix B-29 modifiés en Silverplate et redésigné « Block 36 »[pas clair].
Pour la mise aux normes Silverplate, le B-29 subit de nombreuses modifications afin d'emporter des bombes nucléaires. Les portes des soutes à bombes et la cloison située entre ces deux soutes sont enlevées afin de créer une soute unique, de 10 m de long. Le retrait des tourelles et du blindage permet de réduire la masse de l'avion. Ces B-29 reçoivent des moteurs perfectionnés, des R-3350-41. Les appareils Silverplate sont alors plus performants que les versions standards.
Le Bockscar est livré aux United States Army Air Forces le 19 mars 1945 et assigné au capitaine Frederick Bock et l'équipage C-13. Il est envoyé à la base aérienne Wendover, dans l'Utah, au mois d'avril. Le nom choisi pour l'avion, qui est peint après la mission, est un jeu de mots avec le nom du commandant de l'équipage. L'appareil quitte Wendover le 11 juin 1945 pour rejoindre Tinian où il arrive le 16 juin. Il reçoit initialement le numéro Victor 7 (Victor étant le code d'identification d'unité). Le 1er août, il reçoit le triangle « N » du 444th Bombardment Group comme marquage sur la dérive. Son code Victor devient le 77 afin d'éviter les erreurs d'identification avec un autre appareil du même groupe.
Le Bockscar est utilisé dans treize missions d'entraînement depuis la base de Tinian, ainsi que trois missions de combat au cours desquelles il largue des bombes sur des cibles industrielles du Japon. Au cours de ces missions, l'équipage de Frederick Bock bombarde Niihama et Musashino tandis que le premier lieutenant Charles Albury et son équipage C-15 bombardent Koromo.

## Bombardement de Nagasaki

### Mission et équipage
Le 9 août 1945, le Bockscar est piloté par l'équipage d'un autre B-29, The Great Artiste. Le pilote est le major Charles Sweeney, commandant du 393d Bombardment Squadron, et le copilote est le lieutenant Charles Donald Albury qui est normalement commandant de l'équipage C-15. The Great Artiste doit servir de poste d'observation et d'instrumentation pour cette deuxième mission. Un autre B-29, le Big Stink, est piloté par le major James Hopkins, officier des opérations au sol, et doit permettre de photographier l'explosion. La mission a pour cible principale la ville de Kokura, où se trouve un arsenal. La cible secondaire est Nagasaki, qui accueille deux grandes usines d'armements Mitsubishi.
Le Bockscar est piloté par Sweeney et l'équipage C-15 au cours de trois répétitions de largage en vol de maquettes de la bombe Fat Man ; ces essais ont lieu dans les huit jours précédant la mission, le troisième et dernier ayant lieu la veille. The Great Artiste, qui est habituellement l'appareil de l'équipage de Sweeney, est initialement choisi pour larguer la seconde bombe. Il se voit finalement doté d'instruments d'observation pour la mission d'Hiroshima. Le transfert de l'instrumentation de The Great Artiste vers le Bockscar aurait été complexe et aurait demandé beaucoup de temps. La seconde mission de bombardement atomique est déplacée du 11 août au 9 août en raison des conditions météorologiques défavorables annoncées et les équipages de The Great Artiste et du Bockscar sont intervertis. Par conséquent, la bombe est larguée par le Bockscar, utilisé dans cette mission par l'équipage C-15 de The Great Artiste.

### Kokura et Nagasaki
Le matin du 9 août 1945, lors de l'inspection pré-vol de Bockscar, l'ingénieur de vol informe Sweeney qu'une pompe de transfert de carburant est en panne et que 2 400 litres (640 gallons) de carburant d'un des réservoirs de réserve ne pourront pas être utilisés. De plus, ce volume doit alors être transporté jusqu'au Japon ainsi qu'au retour, ce qui augmentera la consommation de carburant. Le remplacement de la pompe prendrait des heures ; transférer Fat Man dans un autre avion prendrait autant de temps et serait dangereux, la bombe étant en état de marche. Le commandant de groupe, le colonel Paul Tibbets et Sweeney décident donc de continuer la mission avec Bockscar,.

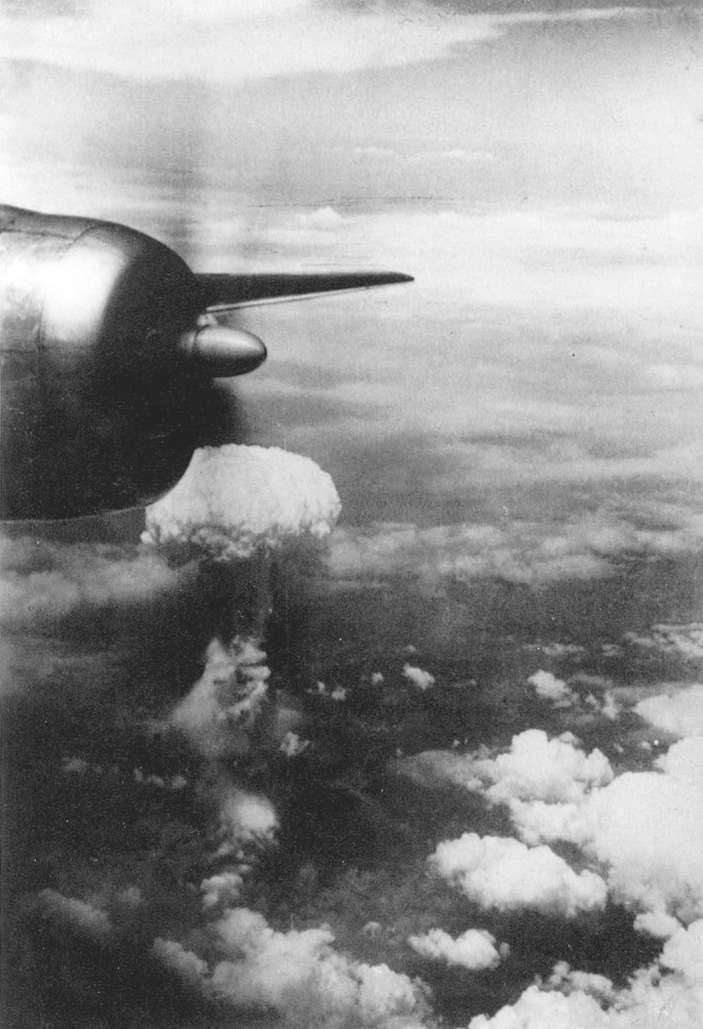
Le champignon atomique vu depuis un B-29.

À 3 h 49, le Bockscar décolle de Tinian en direction du Japon.  Deux autres B-29 doivent accompagner le Bockscar : The Great Artiste piloté par Frederick Bock et The Big Stink piloté par le lieutenant-colonel Hopkins ; ils décollent dans les minutes qui suivent. Toutefois, un problème de parachute retarde le décollage du Big Stink. Chacun des trois appareils doit voler jusqu'au point de rendez-vous, initialement défini au-dessus de l'île d'Iwo Jima, puis changer pour l'île de Yakushima à cause d'une mauvaise météo. Ils doivent croiser à une altitude de 5 200 m (17 000 ft) au lieu des 2 700 m (9 000 ft) habituels, ce qui augmente la consommation de carburant. Le Bockscar commence son ascension à l'altitude de bombardement de 9 100 m (30 000 ft) une demi-heure avant d'arriver au point de rendez-vous. Avant la mission, Tibbets prévient Sweeney de ne pas rester plus de quinze minutes au point de rendez-vous. Une fois arrivé, le Bockscar est rejoint par The Great Artiste, puis les appareils tournent en rond en attendant The Big Stink. Pendant qu'ils tournent au-dessus de Yakushima, les avions de reconnaissance météorologique Enola Gay et Laggin' Dragon transmettent leurs données : à Nagasaki et Kokura, les conditions sont favorables pour un bombardement à vue,,.
Bien qu'il ait reçu l'ordre de ne pas rester plus de quinze minutes au-dessus de Yakushima, à la demande du commandant Frederick Ashworth qui dirige alors la mission, Sweeney continue d'attendre le Big Stink. Après avoir dépassé l'heure limite de départ initiale de trente minutes, les pilotes du Bockscar et de The Great Artiste décident de se diriger vers Kokura, située à trente minutes de vol. Or, la ville s'est entre-temps couverte à 70 % de nuages et de fumée issus des incendies déclenchés la veille par une grande opération de bombardement incendiaire sur Yahata impliquant 224 B-29, accentués par des barils de goudron incendiés par des ouvriers d'une usine pour gêner un éventuel bombardement. Les bombardiers réalisent trois survols de la ville dans les cinquante minutes qui suivent leur arrivée ; ils brûlent ainsi du carburant et s'exposent aux défense de Yahata mais ne parviennent pas à obtenir la trouée nuageuse nécessaire au largage de la bombe.
Le manque de carburant devenant de plus en plus critique, Sweeney et Ashworth prennent la décision de réduire la puissance afin d'économiser du carburant ; ils se dirigent vers la cible secondaire, Nagasaki. Vingt minutes plus tard, lors de l'approche vers Nagasaki, le centre de la ville est également couvert de nuages denses. Ashworth décide de bombarder Nagasaki en utilisant le radar ; toutefois, selon le capitaine Kermit Beahan, opérateur bombardier du Bockscar, une petite trouée dans les nuages apparait au bout de trois minutes de survol, ce qui lui permet d'identifier la cible. Le Bockscar largue visuellement la bombe Fat Man à 10 h 58 heure locale. Elle explose au bout de 43 secondes (temps calculé sans prendre en compte la résistance aérodynamique) et développe une puissance équivalent à 21 kilotonnes de TNT à une altitude de 500 m (1 650 ft), à environ 2,4 km de la cible prévue ; la ville est détruite à 44 %.
Comme la bombe Fat Man n'est pas larguée exactement sur la cible, le souffle de l'explosion est confiné à la vallée d'Urakami. Par conséquent, une grande partie de la ville est protégée par les collines qui l'entourent. Cependant, la bombe est larguée au-dessus de la zone industrielle de Nagasaki, à mi-chemin entre Mitsubishi Steel et Arms Works au sud, et Mitsubishi-Urakami Ordnance Works au nord. Environ 35 000 personnes sont tuées et 60 000 sont blessées lors du bombardement. Parmi les morts, de 23 200 à 28 200 personnes sont des Japonais qui travaillent dans les usines de munitions, 2 000 sont des ouvriers esclaves coréens et 150 sont des soldats japonais,,.

### Atterrissage et débriefing
En raison du retard pris par la mission et à cause de la pompe à carburant défectueuse, le B-29 n'a pas suffisamment de carburant pour atteindre le terrain d'Iwo Jima ; Sweeney vole alors vers Okinawa. Une fois arrivé, il tourne au-dessus de l'aérodrome pendant vingt minutes en essayant de contacter la tour de contrôle pour d'obtenir l'autorisation d'atterrir ; il en conclut que sa radio est hors d'usage. À cause du niveau critique de carburant, le Bockscar parvient tout juste à se poser sur le Yontan Airfield. Comme ils ne peuvent réaliser qu'une seule tentative pour poser l'avion, Sweeney et Albury poussent le Bockscar à une vitesse de 240 km/h au lieu de 190 km/h ; des fusées de détresse sont lancées pour prévenir le personnel du terrain que l'avion est sur le point de se poser. Au moment où le Bockscar commence son approche finale, le moteur no 2 cesse d'être alimenté en carburant et s'arrête. L'atterrissage est dur et, à cause du moteur coupé, le B-29 tourne sur la gauche, en direction d'une rangée de B-24, avant que le pilote ne parvienne à reprendre le contrôle. L'inversion de pas des hélices ne parvient pas à ralentir suffisamment l'avion et, tandis que les pilotes sont debout sur les freins, le Bockscar effectue un quart de tour au bout de la piste pour ne pas sortir de celle-ci. Un deuxième moteur s'arrête, faute de carburant pendant le temps d'arrêt de l'avion. Par la suite, l'ingénieur de bord mesure la quantité de carburant présente dans les réservoirs et en conclut que l'avion n'aurait pas pu voler plus de cinq minutes supplémentaires.
Après la mission, l'identification de l'avion s'avère confuse. Le premier compte-rendu d'un témoin oculaire, le correspondant William L. Laurence du New York Times, qui était à bord de l'avion piloté par Bock, rapporte que Sweeney pilotait The Great Artiste. Cependant, il note également son numéro « Victor » comme étant le 77, celui du Bockscar ; il note que plusieurs membres du personnel avaient des commentaires sur le fait que le 77 était également le numéro jersey du joueur de football Red Grange[pas clair]. Laurence a eu un entretien avec Sweeney et son équipage au cours duquel ils faisaient référence à leur avion comme étant The Great Artiste. À l'exception de l'Enola Gay, aucun des B-29 du 393rd n'avait de nom peint sur le nez ; Laurence note lui-même ce fait dans le compte-rendu. Comme il n'est pas au courant du changement d'équipage, Laurence présume que le Victor 77 est The Great Artiste ; en réalité, son numéro est Victor 89.

## Équipage

### Équipage régulier
Équipage C-13, qui pilote The Great Artiste lors de la mission sur Nagasaki, :
- capitaine Frederick C. Bock, commandant de bord, Greenville (Michigan) ;
- premier lieutenant Hugh Cardwell Ferguson Sr, copilote, Highland Park (Michigan) ;
- premier lieutenant Leonard A. Godfrey Jr, navigateur, Greenfield (Massachusetts) ;
- premier lieutenant Charles Levy, bombardier, Philadelphie (Pennsylvanie) ;
- sergent-chef Roderick F. Arnold, ingénieur de bord, Rochester (Michigan) ;
- sergent Ralph D. Belanger, ingénieur de bord assistant, Thendara (New York) ;
- sergent Ralph D. Curry, opérateur radio, Hoopeston (Illinois) ;
- sergent William C. Barney, opérateur radio, Columbia City (Indiana) ;
- sergent Robert J. Stock, mitrailleur de queue, Fort Wayne (Indiana).

### Équipage lors de la mission sur Nagasaki

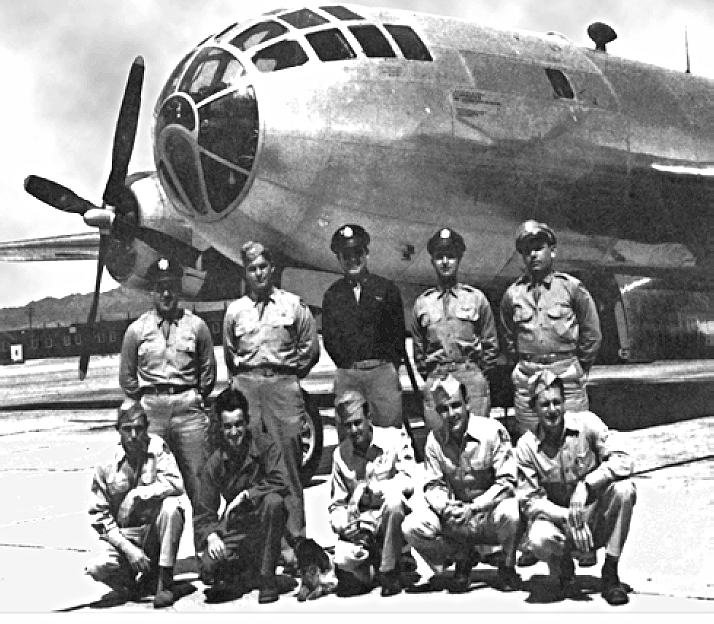
L'équipage C-15. Rangée de devant, de gauche à droite : Dehart, Kuharek, Buckley, Gallagher, Spitzer ; rangée de derrière, de gauche à droite : Olivi, Beahan, Sweeney, Van Pelt, Albury.

Équipage C-15, normalement assigné à The Great Artiste, :
- major Charles W. Sweeney, commandant de bord, North Quincy (Massachusetts) ;
- capitaine Charles Donald "Don" Albury, copilote (pilote de l'équipage C-15), Miami (Floride) ;
- second Lieutenant Frederick "Fred" J. Olivi, copilote, Chicago (Illinois) ;
- capitaine James F. Van Pelt, Jr., navigateur, Oak Hill (Virginie-occidentale) ;
- capitaine Kermit K. Beahan, bombardier, Houston (Texas) ;
- sergent-chef John D. Kuharek, ingénieur de bord, Sharpsburg (Pennsylvanie) ;
- sergent-chef Raymond C. Gallagher, mitrailleur, ingénieur de bord assistant, Chicago (Illinois) ;
- sergent-chef Edward K. Buckley, opérateur radio, Lisbon (Ohio) ;
- sergent Abe M. Spitzer, opérateur radio, Bronx (New York) ;
- sergent Albert T. « Pappy » DeHart, mitrailleur de queue, Plainview (Texas).

Sont également présents des membres supplémentaires, :
- commandant Frederick Ashworth de la Navy, opérateur d'armes ;
- lieutenant Philip M. Barnes de la Navy, opérateur d'armes assistant ;
- second lieutenant Jacob Beser, contremesures électroniques, Baltimore (Maryland) ; il est également présent avec le même rôle à bord de l'Enola Gay lors du bombardement atomique d'Hiroshima.

## Après-guerre

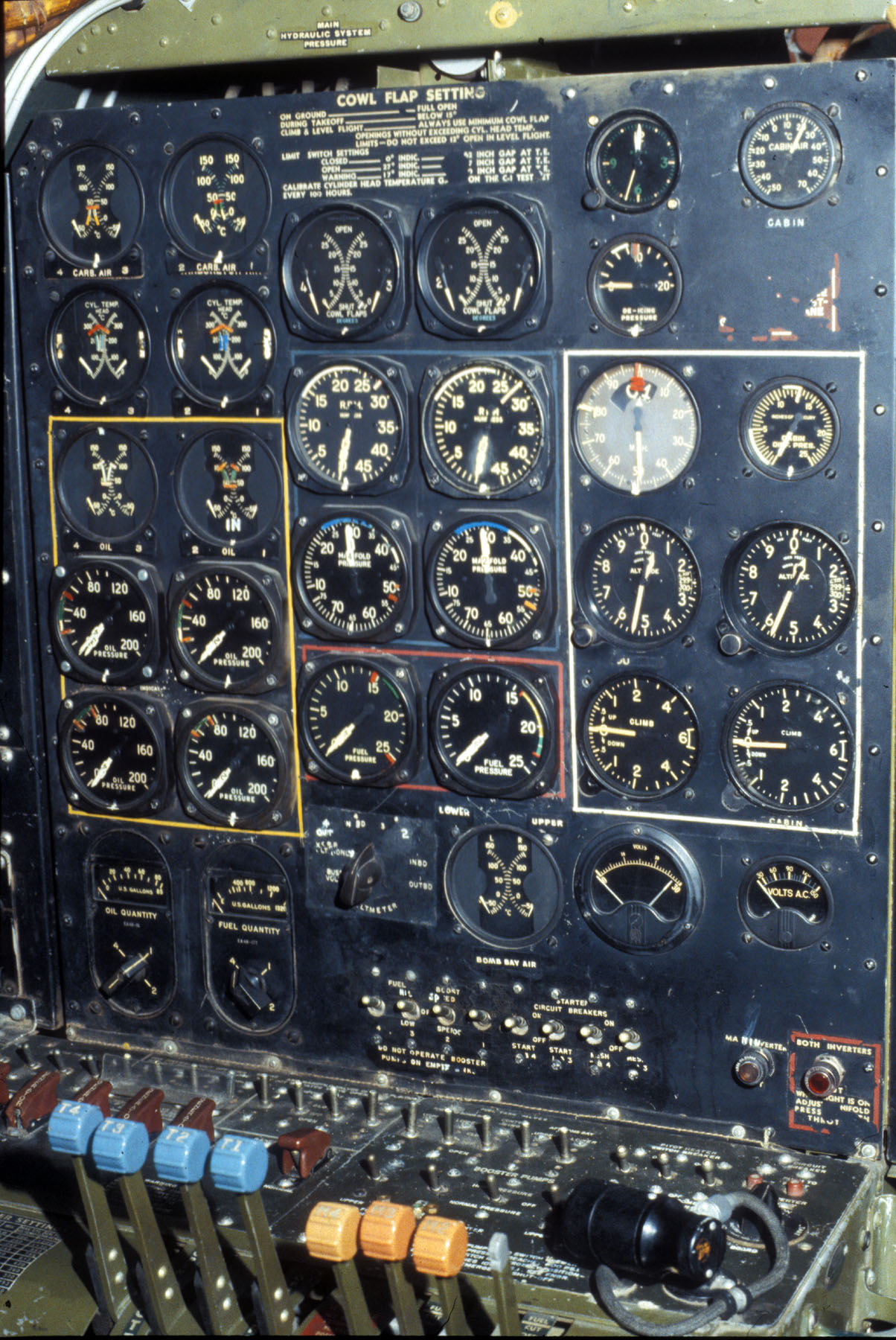
Panneau d'instruments et de contrôle des moteurs du Bockscar.

Après la guerre, le Bockscar retourne aux États-Unis en novembre 1945 et est utilisé sur le Roswell Army Air Field, au Nouveau-Mexique, toujours avec le 509th. Il est symboliquement assigné au détachement spécial de l'opération Crossroads, mais aucune source n'indique qu'il ait été utilisé pour ces tests. En août 1946, il est transféré à la 4105th Army Air Force Unit et entreposé au Davis-Monthan Army Air Field, en Arizona.
À Davis-Monthan, il est placé en exposition comme l'avion qui a bombardé Nagasaki mais avec les marquages de The Great Artiste. En septembre 1946, il devient la propriété du musée de l'Air Force (Air Force Museum), aujourd'hui appelé National Museum of the United States Air Force, sur la base de Wright-Patterson, dans l'Ohio. L'appareil rejoint le musée par la voie des airs le 26 septembre 1961, ; il est restauré avec ses couleurs d'origine. Le Bockscar est depuis en exposition permanente au musée, dans la galerie de la puissance aérienne, avec une réplique de la bombe Fat Man ; il y est décrit comme « l'avion qui a mis fin à la Seconde Guerre mondiale » (« The aircraft that ended WWII »).
En 2005, les souvenirs de Charles Sweeney sur le bombardement de Nagasaki font l'objet d'un court documentaire ; ce documentaire, intitulé Nagasaki:The Commander's Voice (en français Nagasaki : la voix du commandant) montre certains détails de la préparation de la mission.

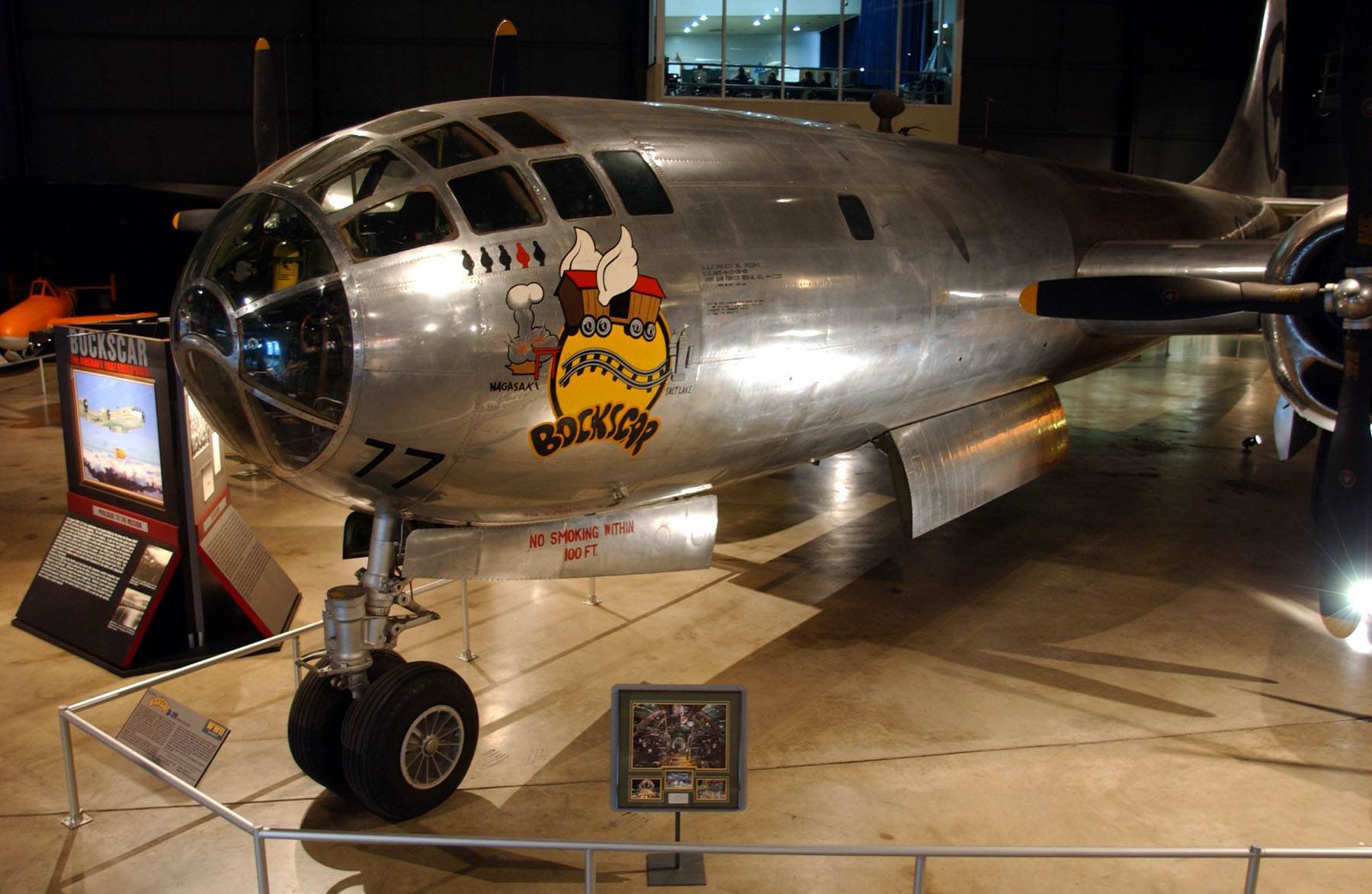
Le Bockscar au National Museum of the United States Air Force.
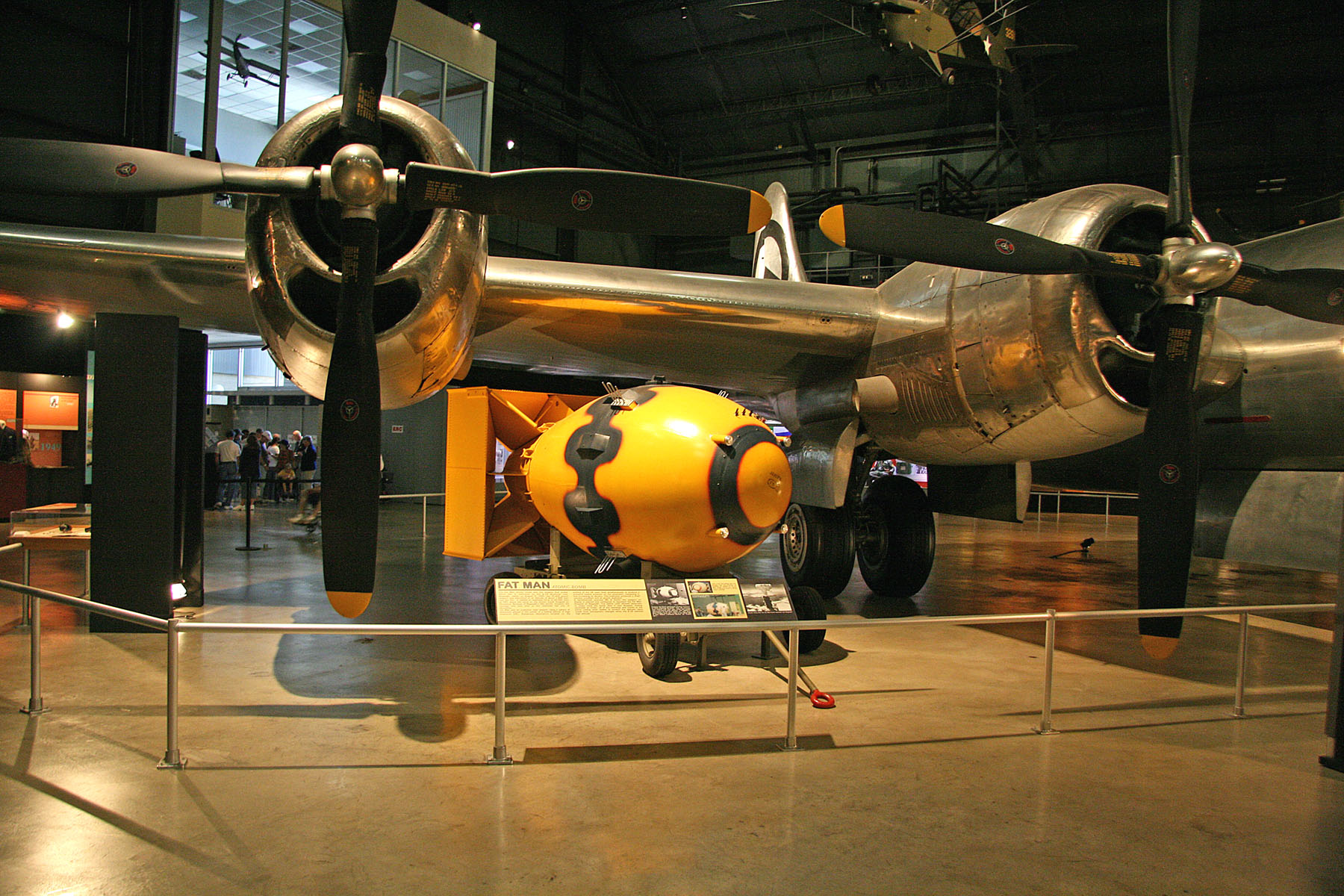
Une réplique de la bombe Fat Man exposée à côté du Bockscar.
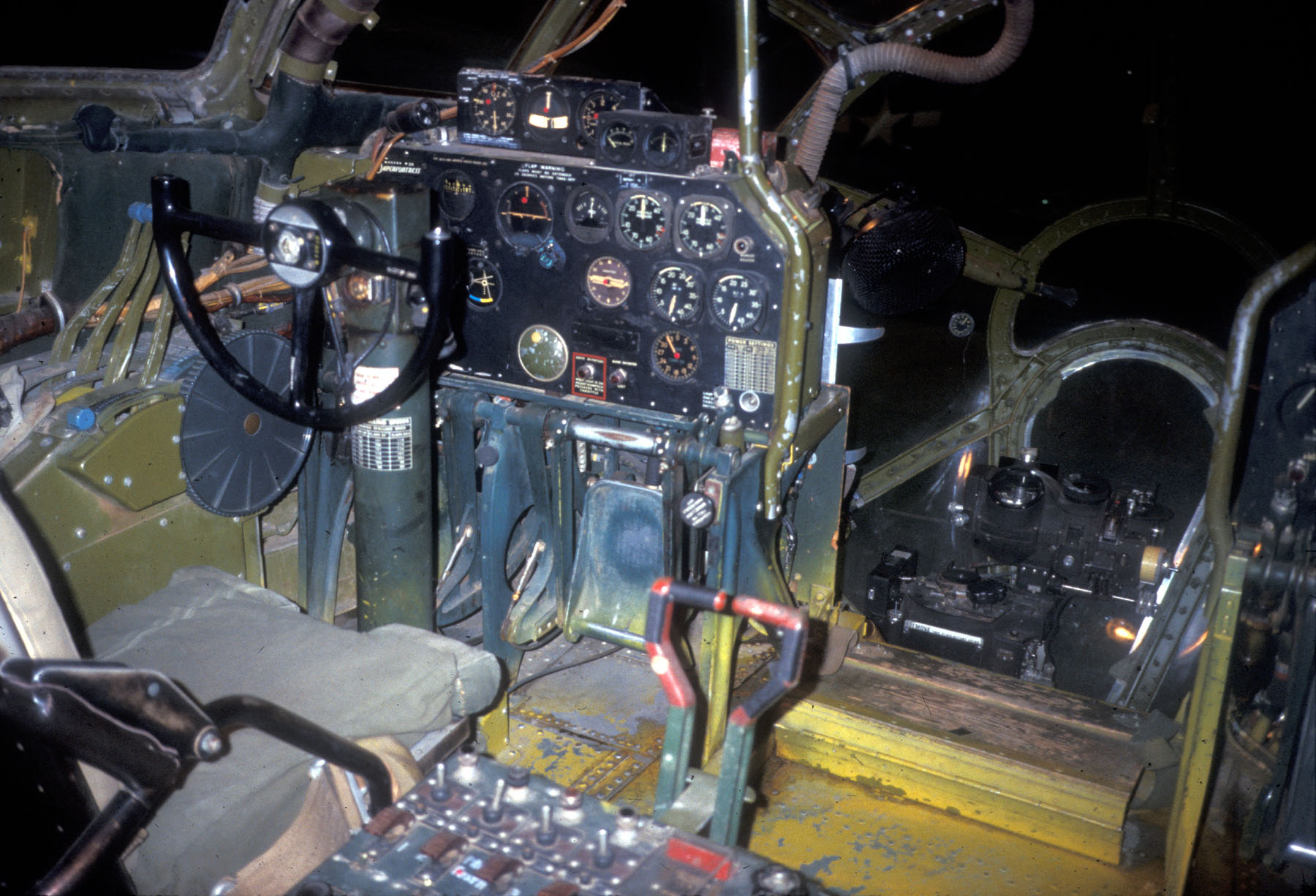
Poste de pilotage du Bockscar.